# Северна тихоокеанска гърмяща змия
Северната тихоокеанска гърмяща змия (Crotalus oreganus) е вид влечуго от семейство Отровници (Viperidae).

## Описание
Размерите на северните тихоокеански гърмящи змии варират значително според местните условия, като най-често достигат дължина около 1 метър, а най-дългият регистриран екземпляр е с дължина 163 cm.

## Разпространение и местообитание
Разпространена е в западните части на Северна Америка между Скалистите планини и Тихия океан, от Британска Колумбия на север до полуостров Калифорния на юг.
Среща се до 2500 m надморска височина.

## Хранене
Хранят се с птици, птичи яйца и малки бозайници, от мишки до зайци включително. Също така ядат малки влечуги и земноводни. Непълнолетните се хранят с насекоми.

## Подвидове
Видът има седем обособени подвида.
- Crotalus oreganus abyssus Klauber, 1930
- Crotalus oreganus caliginis Klauber, 1949
- Crotalus oreganus cerberus (Coues In Wheeler, 1875)
- Crotalus oreganus concolor Woodbury, 1929
- Crotalus oreganus helleri Meek, 1905
- Crotalus oreganus lutosus Klauber, 1930
- Crotalus oreganus oreganus Holbrook, 1840